# جرج اپرگیس

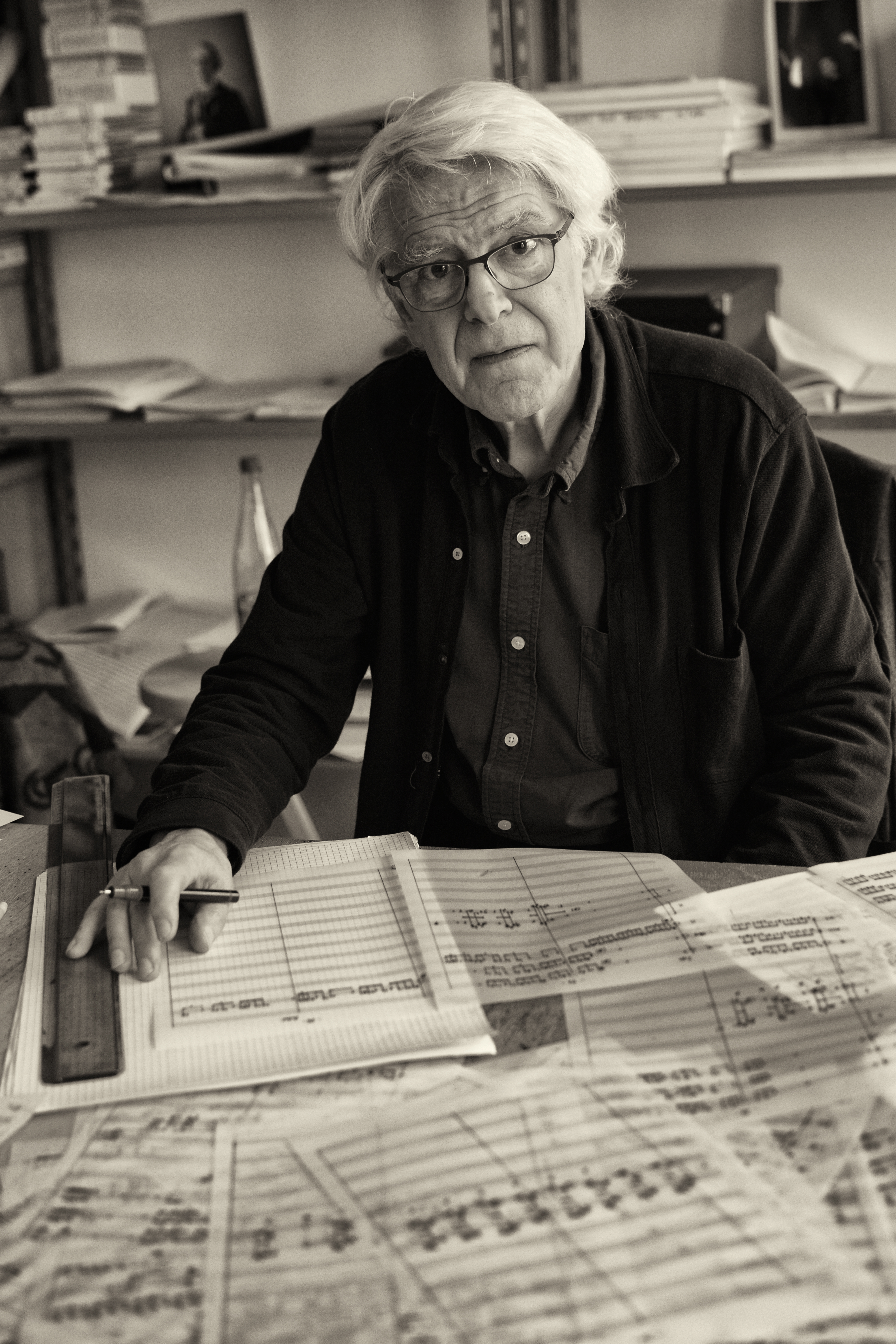
جرج اپرگیس در استودیواش

جرج اپرگیس (به یونانی: Γιώργος Απέργης؛ زاده ۲۳ دسامبر ۱۹۴۵) یک آهنگساز یونانی است. او بیشتر در زمینه موسیقی تئاتریکال تجربی کار می‌کند، اما آثار زیادی هم در زمینهٔ موسیقی غیربرنامه‌ای و مجلسی دارد.

## فعالیت هنری
اپرگیس سابقه کار با پیر شفر و یانیس زناکیس را دارد. او بنیان‌گذار مجموعهٔ «آتلیهٔ تئاتر و موسیقی» (به فرانسوی: Atelier Théâtre et Musique; ATEM) است.
اپرگیس در سال ۲۰۱۱ نخستین برندهٔ جایزه موریسیو کاگل شد. همچنین او به دلیل بازآفرینی تئاتر موزیکال با استفاده از صدا، ژست فضا، فناوری و استفاده از اجرا در پروسهٔ آهنگسازی، در سال ۲۰۱۵ برندهٔ جایزهٔ پیشگامان دانشِ بنیاد ب‌ب‌وآ شد.